# Matúš Kozáčik
Matúš Kozáčik (ur. 27 grudnia 1983 w Dolnym Kubinie) – słowacki piłkarz występujący na pozycji bramkarza.
Karierę rozpoczynał w wieku 10 lat w klubie z rodzinnego miasta Dolním Kubínie, na początku swojej przygody z piłką występował jako zawodnik z pola, dopiero po kilku latach został przekwalifikowany na pozycję bramkarza. Jego kolejnym przystankiem w karierze był klub MFK Košice, gdzie występował przez pięć kolejnych lat. W 2002 roku został zauważony przez Slavię Praga i trafił do drugiej drużyny tego klubu, gdzie miał za zadanie być zmiennikiem dla Radka Černego, po jego odejściu Kozáčik wystąpił w 55 spotkaniach w wyjściowym składzie, później ponownie trafił na ławkę rezerwowych by ostatecznie w 2007 roku podpisać kontrakt z lokalnym rywalem - Spartą. W 2010 roku odszedł do Anorthosisu Famagusta. W 2012 roku został zawodnikiem Viktorii Pilzno.